# Dolores Mächler-Rupp
Pour les articles homonymes, voir Mächler et Rupp.
Dolores Mächler-Rupp, née le 12 juillet 1973, est une ancienne coureuse cycliste suisse spécialiste de VTT cross-country marathon.

## Palmarès en VTT

### Championnats du monde de VTT marathon
- 2004 : 7e
- 2005 : 15e
- 2006 : 4e
- 2007 : 37e

### Championnats d'Europe de VTT marathon
- 2006 :  Médaillée de bronze